# Knight Island (Wilhelm-Archipel)
Knight Island ist eine 2,5 km lange Insel im Wilhelm-Archipel vor der Westküste der Antarktischen Halbinsel. In der Gruppe der Wauwermans-Inseln liegt sie 1,5 km westlich von Reeve Island.
Die Insel ist noch unbenannt erstmals auf einer argentinischen Landkarte aus dem Jahr 1950 verzeichnet. Das UK Antarctic Place-Names Committee benannte sie 1958 nach einer Figur aus den um das Jahr 1387 verfassten Canterbury Tales des englischen Schriftstellers Geoffrey Chaucer.